# Rudolf Jahns
Rudolf Jahns (* 13. März 1896 in Wolfenbüttel; † 1. Juli 1983 in Holzminden) war ein deutscher Maler und Grafiker. Sein künstlerisches Schaffen erstreckt sich über sechs Jahrzehnte vom Ende des Ersten Weltkriegs bis zum Anfang der 1980er Jahre. Jahns nimmt eine Sonderstellung unter den Konstruktivisten ein. Er wird als „romantischer Konstruktivist“ (J. Büchner), als Poet und Musiker unter den Malern seiner Zeit bezeichnet. Seit 1927 gehörte er zusammen mit Kurt Schwitters, Carl Buchheister, Hans Nitzschke und Friedrich Vordemberge-Gildewart zum Kreis der „abstrakten hannover“.

## Leben und Werk
Rudolf Jahns erhielt frühe künstlerische Anregungen durch seinen Großvater. Sein Urgroßvater war Zeichenlehrer am Gymnasium. Sein Vater war als Buchhalter in Braunschweig tätig. Hier machte Jahns 1915 das Abitur. Anschließend war er bis 1918 als Soldat (Sanitäter) im Ersten Weltkrieg. Seine Pläne, Architektur und Malerei zu studieren, konnten nicht realisiert werden. Stattdessen besuchte Jahns Abendkurse der Kunstgewerbeschule in Braunschweig. Erste Arbeiten stammen aus der Zeit 1917/1919. Die frühen Arbeiten entstanden in seinem eigenen Braunschweiger Atelier. Rudolf Jahns begann nach dem Ersten Weltkrieg eine berufliche Tätigkeit als Zoll- und Finanzbeamter. Diesen „Brotberuf“ hat er seit 1920 in der südniedersächsischen Kleinstadt Holzminden ausgeübt. Die Malerei blieb für ihn jedoch zeitlebens die eigentliche Aufgabe, zu der er sich berufen fühlte. Das Weserbergland, die Region um Holzminden wird die Wahlheimat des Künstlers. Holzminden hat Jahns als kleine Provinzstadt bezeichnet, die „in einer der schönsten Landschaften Nordwestdeutschlands an der Weser“ liegt, „eingebettet auf allen Seiten in herrliche Waldungen des Sollings, des Voglers, der Weserberge.“ Jahns meint, dass sich in einer solchen Kleinstadt ein Maler am besten entfalten kann. 1923 findet die Heirat mit der Klavierlehrerin Renate Helmke statt. In den 1920er Jahren werden ein Sohn und eine Tochter geboren. In diese Zeit fallen auch die für die künstlerische Anerkennung seines Schaffens wichtigen Kontakte nach Berlin und Hannover.
Natur, Landschaft, Musik und Menschen waren bestimmende Themen für den Künstler, die sich überwiegend in abstrakten Zeichnungen, Aquarellen und Gemälden wiederfinden. Natur und Kunst, dieses Verhältnis hat ihn auch in seinen literarischen Notizen stets interessiert. Jahns erhielt frühe künstlerische Impulse insbesondere von Malern wie Kandinsky, Klee, Feininger, aber auch aus dem Bereich der fernöstlichen Malerei. Sowohl expressionistische als auch kubistische Elemente sind in seinen frühen Werken zu finden. Der entscheidende Durchbruch, der Jahns bekannter machte, gelang ihm ab 1924 über Kontakte nach Berlin zu Herwarth Walden, später auch zu dem Hannoveraner Künstlerkreis um Kurt Schwitters. Dennoch blieb Jahns in seinem künstlerischen Schaffen über die Jahrzehnte ein Einzelgänger. Als Autodidakt hat er sich in der Auseinandersetzung mit der Musik und den künstlerischen Strömungen der Weimarer Republik weitergebildet und so seinen eigenen Weg gefunden.
Zwischen 1933 und 1945 wurde die abstrakte Malerei von den Nationalsozialisten als „entartete Kunst“ geächtet. Das traf  auch Jahns. Dessen Tafelbild Auf und ab (1926) wurde 1937 in der Nazi-Aktion „Entartete Kunst“ aus dem Provinzial-Museum Hannover beschlagnahmt und ist verschollen. Das 2003 erschienene Werkverzeichnis weist für diese Zeit eine Lücke auf. Nach 1945 entstehen wieder künstlerische Arbeiten, einzelne Ölgemälde, überwiegend naturalistisch, bevor ab Mitte der 1950er Jahre eine Phase einsetzt, in der Rudolf Jahns auf seine frühen Arbeiten Bezug nimmt. Es entstehen zahlreiche Werke, nachdem der Finanzbeamte Jahns 1957 in Pension ging. Von da an konnte er sich ganz seiner künstlerischen Tätigkeit widmen, sich wieder an Kunst-Ausstellungen beteiligen und Ehrungen entgegennehmen. Neben der Malerei hat er sich ab 1957 auch mit verschiedenen grafischen Techniken (Linolschnitt, Radierungen) befasst. In seinem Spätwerk gelang es ihm, sowohl an den Stil seiner frühen Arbeiten anzuknüpfen als auch in seinen Zeichnungen, Miniaturen und anderen Kompositionen neue Akzente zu setzen.

## Rudolf Jahns Stiftung
Die Rudolf-Jahns-Stiftung ist nach dem Tode der ersten Vorsitzenden Barbara Roselieb-Jahns dem Sprengel Museum Hannover zugeordnet. Zweck der Stiftung ist die Förderung von Kunsthistorikern sowie der bildenden Kunst, insbesondere die Pflege und Erschließung des Werks von Rudolf Jahns.
Die Rudolf Jahns Stiftung hat seit 1994 alle zwei Jahre den zuletzt mit 10.000 Euro dotierten „Rudolf Jahns Preis“ ausgeschrieben, der an Kunsthistoriker, Publizisten und Kunstvermittler vergeben wurde, die sich um das künstlerische Werk von Rudolf Jahns und/oder seiner Zeit verdient gemacht haben. 2006 wurde dieser Preis umgewandelt in ein zweijähriges Stiftungsvolontariat für Museen.

## Kunstgeschichtliche Einordnung und Bewertung
Das künstlerische Werk ist in einer Dissertation von Ulrike Müller umfassend untersucht und beurteilt worden. Das vielfältige Werk aus rund 60 Schaffensjahren entziehe sich demnach eindeutigen Stilzuweisungen. Teilweise gegenständliche Faktoren und Elemente werden mit unterschiedlichen Transformationsleistungen in eine eigene Bildsprache überführt.
Als Grundfaktoren der künstlerischen Lebensleistung stellt die Autorin die Bedeutung der Natur, der menschlichen Figur und der Musik heraus. Mit dieser im Vergleich zu Zeitgenossen unkonventionellen, eher intuitiven Bildsprache habe der Autodidakt einen eigenständigen Platz in der zweiten Generation der Künstler errungen, die sich dem Schaffen jenseits der Gegenständlichkeit gewidmet haben. Zu Beginn seiner Schaffenszeit um 1919 waren Expressionismus, Kubismus und Konstruktivismus bereits entstanden, die vom Künstler nicht einfach nur übernommen, sondern erweitert und mit einem „neuen lebendigen Ausdruck und einer eigenen inhaltlichen Aussage“ ergänzt wurden.
Die daraus entstandene Ausdrucksvielfalt ist durchaus gegensätzlich, wie am Thema „Frühling“ nachzuvollziehen ist, das 1919 in einer geometrisch-konstruktiven Komposition und 1923 in einer biomorph-abstrakten Darstellung umgesetzt wurde. Das Lebenswerk des Künstlers lässt sich nach Einschätzung der Autorin nicht einer Hauptstilrichtung zuordnen, da neben abstrakten und konstruktiven Arbeiten auch abstrahierende, andererseits auch konstruktivistische Bilder zu finden sind, zu denen biomorph-abstrakte und sogar naturalistische Bilder hinzukommen.
Anstelle einer stilistischen Einordnung sei zum Verständnis des Lebenswerks eher der Grund für diese Vielfalt hilfreich, den die Autorin in der Kernaussage des Künstlers sieht, „der wie die Natur, nicht nach der Natur“ arbeitet. Dem Künstler sei damit ein Gleichgewicht des Gegensätzlichen zwischen „geometrisierenden, harmonikalen Konstruktionen“ und „expressiven, biomorphen Kompositionen“ gelungen. Er sei als zusammenfassender Künstler einzustufen, der nicht die Gegensätze, sondern die Symbiose sieht.
Die Grundvoraussetzung für dieses polare Gleichgewicht zieht sich nach Einschätzung der Autorin durch das Leben des Künstlers:
- Bindung im Bürgerlichen und Ausharren im ungeliebten Beamtenberuf einerseits und andererseits Ventil im künstlerischen Schaffen,
- Freundschaft zum strengen Rationalisten Walter Wilhelm als Gegenpart zum eher intuitiven Künstler,
- Beschäftigung mit dem Konstruktivismus der Gruppe die abstrakten hannover und Freisetzen von schöpferischen Gegenkräften,
- Das Menschenbild im künstlerischen Schaffen ist ebenfalls von polaren Gegensätzen geprägt, die Rudolf Jahns als „Problematik der Vereinigung der Gestaltungswelten Eros und Logos, Gefühl-Geist, Farbe-Form“ selbst benannt hat.[2]
- Die Natur wird von ihm im Spannungsfeld zwischen einem gesetzmäßigen Bildungsgrundsatz und lebendigen und bewegten Gestaltungsformen dargestellt.
- Seine auf die Musik ausgerichteten („musikalischen“) Bilder sind nach kontrapunktischen Gesichtspunkten in Anlehnung an die musikalische Fuge gestaltet, bei der Thema und Gegenthema zu einer ausbalancierten, harmonischen Form zusammengefügt werden.

„Jahns’ Werk ist in den über 60 Jahren seiner Entstehung ein ‚work in progress’ im positiven Sinn geblieben. Schöpferischer Motor des Autodidakten Jahns war die Suche, bei der ihm das Finden der reinen Form als gemalte Formel nicht genügt hat, bei dem die Beziehung zum Leben wichtiger war: ‚Malerei! Was ist das (?), wenn nicht Leben!’“